# Zapadnodamarski jezik
Zapadnodamarski jezik (ISO 639-3: drn; sjevernodamarski, damar-batumerah), austronezijski jezik kojim govori oko 800 ljudi (1987 SIL) u selima Batumerah i Kwai na sjeveru otoka Damar u Babarskom otočju.
Izučavan je ranih 1960.-ti i ustanovljeno je da pripada austronezijskoj porodici. Jedini je predstavnik zapadnodamarske podkupine centralnih malajsko-polinezijskih jezika. Nije razumljiv istočnodamarskom jeziku (damar-wulur) [dmr], drugom jeziku koji se govori u 6 sela na istočnoj obali istog otoka.

## Vanjske poveznice
- Ethnologue (14th)
- Ethnologue (15th)